# Блекаут (жанр)
Блекаут або блек-аут (англ. blackout, black-out — затемнення) — жанр експериментальної, постмодерністської поезії, що поєднує елементи образотворчого мистецтва та літератури, започаткований Остіном Клеоном.

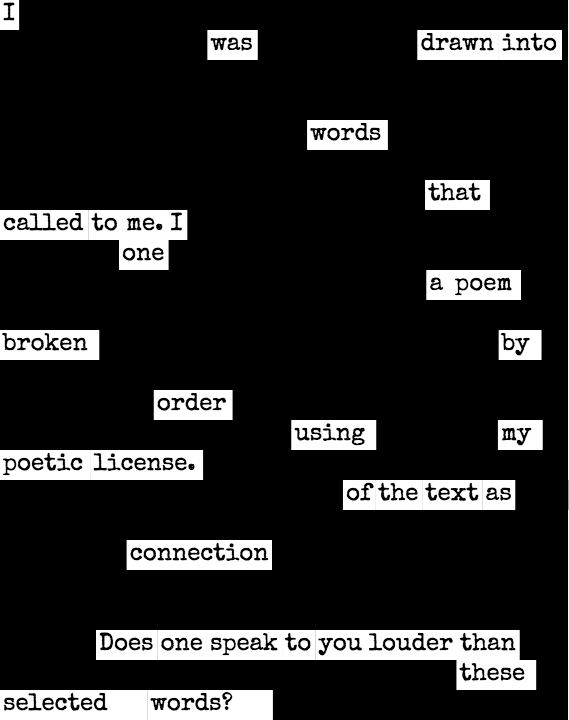
Вірш у стилі блекаут від Кевіна Ходгсона

Згідно з Е. Се Міллер, створення вірша-блекаут полягає у тому, що:
… Поет бере знайдений документ, традиційно друковану газету, і викреслює більшу частину існуючого тексту, лишаючи видимими лише слова, що є в його чи її вірші. Таким чином створюючи зовсім нову літературну роботу з тої, що існує.— 

## Історія
За версією Остіна Клеона, поезія-блекаут бере початок з XVIII століття, коли сусід Бенджаміна Франкліна на ім'я Калеб Вітфорд читав текст газет не згори-вниз, а повністю справа-наліво, що створювало смішні комбінації слів та речень.. Том Філіпс, англійський художник, написав книгу A Humument: A treated Victorian novel, де він видозмінив вікторіанський роман, знайдений у книжковій крамниці, лишаючи частину тексту видимою. Художник надихався роботами Вільяма Барроуза, що застосовував прийом "нарізок" у створенні текстів. Суть прийому нарізок полягала у розрізанні тексту на частини і розташовування їх у цільний текст. Проте, концепт даного прийому був створений ще у 1920-х роках Трістаном Тцарою, засновником дадаїзму та вдосконалений другом Вільяма, Брайоном Гайзеном. Власне назву blackout запропонував сам Клеон у своїй книзі Newspaper Blackout.

## Критика
Остіна Клеона неодноразово звинувачували у плагіаті та «неоригінальності» ідей. Крім того, створення блекауту є лише видозміненням чужої роботи. Також Роберт Лі Брюер зауважує, що обов'язковим у написанні блекауту є посилання на початковий текст.